# Ministerstwo Szkolnictwa Wyższego
Ministerstwo Szkolnictwa Wyższego – polskie ministerstwo istniejące w latach 1951–1966, powołane w celu kierowania i zarządzania całokształtem spraw związanych z kształceniem na poziomie wyższym. Minister był członkiem Rady Ministrów. 
Ministerstwo miało siedzibę przy ulicy Miodowej 5/8 w Warszawie.

## Powołanie urzędu
Na podstawie ustawy z 1951 r. o przekształceniu urzędu Ministra Szkół Wyższych i Nauki w urząd Ministra Szkolnictwa Wyższego powołano nowy urząd.

## Ministrowie
- Adam Rapacki (1952–1956)
- Stefan Żółkiewski (1956–1959)
- Henryk Golański (1959–1965)
- Henryk Jabłoński (1965–1966)

## Zakres działania urzędu
Do zakresu działania Ministra Szkolnictwa Wyższego należały sprawy:
- zarządzania podległymi mu: szkołami wyższymi, instytutami naukowymi i innymi placówkami naukowymi,
- planowania sieci szkół wyższych oraz ich organizacji,
- planowego doboru młodzieży do studiów wyższych,
- metod nauczania w szkołach wyższych,
- opieki nad młodzieżą studiującą w szkołach wyższych,
- kształcenia kadr naukowych w szkołach wyższych,
- kwalifikowania podręczników i pomocy naukowych dla szkół wyższych.

## Zniesienie urzędu
Na podstawie ustawy z 1966 r. o utworzeniu urzędu Ministra Oświaty i Szkolnictwa Wyższego zniesiono urząd Ministra Szkolnictwa Wyższego.